# Фузафунгін
Фузафунгін — природний антибіотик з групи поліпептидних антибіотиків для місцевого застосування. Вироблення препарату передбачає використання продуктів життєдіяльності Fusarium lateritium. Фузафунгін виробляється компанією «Servier» під торговими марками «Біопарокс», «Локабіотал» і «Локабіозол». У лютому 2016 року Європейське агентство з лікарських засобів рекомендувало вилучити фузафунгін із фармацевтичного обігу у зв'язку із випадками важких алергічних реакцій (у вигляді бронхоспазму).

## Фармакологічні властивості
Фузафунгін — природний антибіотик широкого спектра дії з групи поліпептидних антибіотиків, що діє бактеріостатично. Препарат має як антибактеріальну, так і протизапальну дію, яка полягає у здатності інгібувати вироблення медіаторів запальних реакцій та зниження вироблення макрофагами вільних радикалів без порушення процесу фагоцитозу. До фузафунгіну чутливі наступні збудники: стафілококи, стрептококи,нейсерії, Haemophilus influenzae, Moraxella catarrhalis, легіонелли, мікоплазми, грибки роду Candida. Застосовується виключно місцево у вигляді інгаляцій в ротову порожнину або носові ходи. При місцевому застосуванні фузафунгін не виявляється в крові та не створює високих концентрацій у внутрішніх органах. Фузафунгін не проникає через плацентарний бар'єр, немає даних за виділення препарату в грудне молоко. Дані за метаболізм та виділення фузафунгіну з організму відсутні.

## Показання до застосування
Фузафунгін застосовується при місцевому лікуванні інфекційно-запальних захворювань верхніх дихальних шляхів (гайморит, риніт, фарингіт, тонзиліти, синусити, трахеїт, бронхіти) та з профілактичною метою після тонзилектомії.

## Побічна дія
При застосуванні фузафунгіну можливі наступні побічні ефекти: рідко (0,01—0,1 %) сухість в горлі або носі, чхання, неприємні відчуття або смак в роті, почервоніння очей; дуже рідко (у пацієнтів зі схильністю до алергічних реакцій) нудота, бронхо- або ларингоспазм, диспное, висипання на шкірі, свербіж шкіри, кропив'янка, набряк Квінке, анафілактичний шок.

## Протипоказання
Фузафунгін протипоказаний при підвищеній чутливості до препарату та дітям до 2,5 років. З обережністю препарат застосовують при вагітності та годуванні грудьми.

## Форми випуску
Фузафунгін випускається у вигляді контейнерів для інгаляцій по 50 мг препарату на 50 мл розчину.